# ألفارو باريرا
ألفارو باريرا (بالإسبانية: Álvaro Barrera)‏ هو مهندس معماري كولومبي، ولد في 1945.